# ناحیه وستفیلد، شهرستان بورا، ایلینوی
ناحیه وستفیلد، شهرستان بورا، ایلینوی (به انگلیسی: Westfield Township) یک منطقهٔ مسکونی در ایالات متحده آمریکا است که در شهرستان بورا، ایلینوی واقع شده‌است. ناحیه وستفیلد ۹۴۱ نفر جمعیت دارد و ۲۱۳ متر بالاتر از سطح دریا واقع شده‌است.